# Sestav petih prisekanih kock
Sestav petih prisekanih kock ta poliederski sestav združuje pet prisekanih tetraedrov tako, da se priseka vsaka kocka v sestavu petih kock. 

## Kartezične koordinate
Kartezične koordinate oglišč tega telesa so vse ciklične permutacije vrednosti:
(±(2+√2), ±√2, ±(2+√2))
(±τ, ±(τ−1+τ−1√2), ±(2τ−1+τ√2))
(±1, ±(τ−2−τ−1√2), ±(τ2+τ√2))
(±(1+√2), ±(−τ−2−√2), ±(τ2+√2))
(±(τ+τ√2), ±(−τ−1), ±(2τ−1+τ−1√2))
kjer je τ = (1+√5)/2 zlati rez, ki ga včasih pišemo kot φ.

## Vir
- Skilling, John (1976), »Uniform Compounds of Uniform Polyhedra«, Mathematical Proceedings of the Cambridge Philosophical Society, 79 (03): 447–457, doi:10.1017/S0305004100052440, MR 0397554.